# 95e bataillon de tirailleurs sénégalais
Le 95e Bataillon de Tirailleurs Sénégalais (ou 95e BTS) est un bataillon français des troupes coloniales.

## Création et différentes dénominations
- ? : Formation du 95e Bataillon de Tirailleurs Sénégalais
- 25/04/1919: 507 tirailleurs passent au 35e BTS et 400 passent au 103e BTS
- 28/04/1919: Dissolution

## Chefs de corps
- 03/07/1917: Chef de bataillon Paul de la Chapelle
- 02/09/1917: Capitaine Jules Garin
- 16/09/1917: Capitaine Charles Pierre Albin
- 20/09/1917: Capitaine Gindreau
- 03/10/1917: Chef de bataillon Émile Goëtz
- 01/01/1918: Capitaine Jules Garin
- 19/02/1918: Chef de bataillon Émile Goëtz
- 04/12/1918: Chef de bataillon Jean-Marie Alexandre Henri Sublet d'Heudicourt de Lenoncourt

## Historique des garnisons, combats et batailles du95eBTS
- 03/07/1917: Départ pour l'Armée d'Orient
- 20/07/1917: Arrivée à Salonique
- 01/11/1918: Monastir
- 17/03/1919: Retour sur Salonique
- 18/03/1919: Embarquement pour la France
- 29/03/1919: Arrivée à Marseille
- 20/04/1919: Arrivée à Saint-Raphaël

### Sources et bibliographie
Mémoire des Hommes